# Mesobria
Mesobria là một chi nhện trong họ Liocranidae.